# Kontrabande
Kontrabande (fra oldfransk: contrebande, smugleri, udledt via (italiensk): contrabando, fra (latin) contra, mod, og middelalderlatin: bannum, forbud) er en betegnelse på alle varer, som er ulovlige at indføre, eje, besidde, omsætte eller lignende på grund af deres illegale natur. Normalt bruges ordet om varer, som det er forbudt at bringe over landegrænser, kendt som smuglergods. I søfart er kontrabande alle former for illegale laster.